# 1986 RK
1986 RK är en asteroid i huvudbältet som upptäcktes den 11 september 1986 av den danska astronomen Poul Jensen vid Brorfelde-observatoriet.
Asteroiden har en diameter på ungefär 5 kilometer.